# Okręgowe rozgrywki w piłce nożnej woj. białostockiego, łomżyńskiego, suwalskiego (1999/2000)
66. Edycja okręgowych rozgrywek w piłce nożnej województwa białostockiego

24. Edycja okręgowych rozgrywek w piłce nożnej województwa łomżyńskiego i suwalskiego

Okręgowe rozgrywki w piłce nożnej województwa białostockiego, łomżyńskiego, suwalskiego prowadzone są przez okręgowe związki piłki nożnej: białostocki, łomżyński i suwalski. 
Reorganizacja ligi

Od następnego sezonu zostaną wprowadzone następujące zmiany:
| sezon 1999/2000                    | sezon 2000/2001                     |
| ---------------------------------- | ----------------------------------- |
| IV liga (makroregionalna)          | IV Liga (podlaska)                  |
| Klasa Okręgowa (biał.)(łom.)(suw.) | Klasa Okręgowa (podlaska) - 2 grupy |
| Klasa A (biał.) (suw.)             | Klasa A (podlaska) - 1 grupa        |
| Klasa B (biał.)                    | Klasa B (podlaska) - 1 grupa        |

Mistrzostwo okręgu :

- białostockiego zdobył Włókniarz Białystok.

- łomżyńskiego zdobyła Warmia Grajewo.

- suwalskiego zdobył Mazur Ełk.

Puchar Polski okręgu:

- białostockiego zdobyła Jagiellonia Białystok

- łomżyńskiego zdobyła Sparta Szepietowo

- suwalskiego zdobyły Wigry Suwałki.
Drużyny z województwa białostockiego, łomżyńskiego i suwalskiego występujące w centralnych i makroregionalnych poziomach rozgrywkowych:
- 1 Liga - brak
- 2 Liga - brak
- 3 Liga - Wigry Suwałki.
- 4 Liga (gr.I) -  Jagiellonia Białystok, ŁKS Łomża, Cresovia Siemiatycze, Mlekovita Wysokie Mazowieckie.
- 4 liga (gr.II) - Sparta Szepietowo, Hetman Białystok, Sokół Sokółka, Sparta Augustów, Olimpia Zambrów, Mamry Giżycko. (Z rozgrywek wycofał się KP Wasilków, sekcję piłki nożnej przejęła Jagiellonia Białystok)

| Rozgrywki       | Poziomy rozgrywkowe w sezonie 1999/2000 | Poziomy rozgrywkowe w sezonie 1999/2000 | Poziomy rozgrywkowe w sezonie 1999/2000 | Poziomy rozgrywkowe w sezonie 1999/2000 | Poziomy rozgrywkowe w sezonie 1999/2000 | Poziomy rozgrywkowe w sezonie 1999/2000 | Poziomy rozgrywkowe w sezonie 1999/2000 |
| --------------- | --------------------------------------- | --------------------------------------- | --------------------------------------- | --------------------------------------- | --------------------------------------- | --------------------------------------- | --------------------------------------- |
| Centralne       | I poziom ligowy                         | I Liga                                  | I Liga                                  | I Liga                                  | I Liga                                  | I Liga                                  | I Liga                                  |
| Centralne       | II poziom ligowy                        | II Liga - 2 grupy                       | II Liga - 2 grupy                       | II Liga - 2 grupy                       | II Liga - 2 grupy                       | II Liga - 2 grupy                       | II Liga - 2 grupy                       |
| Makroregionalne | III poziom ligowy                       | III Liga - 8 grup                       | III Liga - 8 grup                       | III Liga - 8 grup                       | III Liga - 8 grup                       | III Liga - 8 grup                       | III Liga - 8 grup                       |
| Makroregionalne | III poziom ligowy                       | IV Liga - 16 grup                       | IV Liga - 16 grup                       | IV Liga - 16 grup                       | IV Liga - 16 grup                       | IV Liga - 16 grup                       | IV Liga - 16 grup                       |
|                 |                                         | OZPN Suwałki                            | OZPN Suwałki                            | OZPN Białystok                          | OZPN Białystok                          | OZPN Łomża                              | OZPN Łomża                              |
| Okręgowe        | IV poziom ligowy                        | Klasa Okręgowa                          | Klasa Okręgowa                          | Klasa Okręgowa                          | Klasa Okręgowa                          | Klasa Okręgowa                          | Klasa Okręgowa                          |
| Okręgowe        | V poziom ligowy                         | Klasa A                                 | Klasa A                                 | Klasa A                                 | Klasa A                                 |                                         |                                         |
| Okręgowe        | VI poziom ligowy                        |                                         |                                         | Klasa B                                 | Klasa B                                 |                                         |                                         |

## Klasa Okręgowa - V poziom rozgrywkowy
Grupa białostocka
| Poz. | Drużyna                  | M  | Z  | R | P  | Bramki | Punkty | Opis                      |
| ---- | ------------------------ | -- | -- | - | -- | ------ | ------ | ------------------------- |
| 1    | Włókniarz Białystok      | 26 | 20 | 5 | 1  | 83-23  | 65     | IV liga (podlaska)        |
| 2    | Jagiellonia II Białystok | 26 | 18 | 4 | 4  | 89-20  | 58     | IV liga (podlaska)        |
| 3    | Pogoń Łapy               | 26 | 14 | 6 | 6  | 60-34  | 48     | IV liga (podlaska)        |
| 4    | LZS Narewka              | 26 | 11 | 8 | 7  | 54-43  | 41     | IV liga (podlaska)        |
| 5    | LZS Krynki               | 26 | 11 | 5 | 10 | 46-43  | 38     | Klasa Okręgowa (podlaska) |
| 6    | Magnat Juchnowiec        | 26 | 10 | 8 | 8  | 55-45  | 38     | Klasa Okręgowa (podlaska) |
| 7    | Kolejarz Czeremcha       | 26 | 11 | 5 | 10 | 50-46  | 38     | Klasa Okręgowa (podlaska) |
| 8    | Hetman Tykocin (b)       | 26 | 12 | 2 | 12 | 67-51  | 38     | Klasa Okręgowa (podlaska) |
| 9    | Supraślanka Supraśl (b)  | 26 | 9  | 9 | 8  | 45-49  | 36     | Klasa Okręgowa (podlaska) |
| 10   | OSiR Hajnówka            | 26 | 7  | 6 | 13 | 45-74  | 27     | Klasa Okręgowa (podlaska) |
| 11   | Skra Czarna Białostocka  | 26 | 6  | 6 | 14 | 35-78  | 24     | Klasa Okręgowa (podlaska) |
| 12   | Tur Bielsk Podlaski      | 26 | 5  | 7 | 14 | 44-71  | 22     | Klasa Okręgowa (podlaska) |
| 13   | Rudnia Zabłudów (b)      | 26 | 6  | 1 | 19 | 36-88  | 19     | Klasa Okręgowa (podlaska) |
| 14   | Narew/Lampart Choroszcz  | 26 | 2  | 8 | 16 | 28-72  | 14     | Klasa Okręgowa (podlaska) |

- Zmiana nazwy Helios/Jagiellonia II na Jagiellonia II Białystok.
- KP II/Lampart Wasilków wycofał się z rozgrywek, jego miejsce przejął Lampart Dobrzyniewo Duże, który połączył się z Narwią Choroszcz i w wystąpił pod nazwą Narew/Lampart Choroszcz.

Grupa łomżyńska
| Poz. | Drużyna                  | M  | Z  | R | P  | Bramki | Punkty | Opis                      |
| ---- | ------------------------ | -- | -- | - | -- | ------ | ------ | ------------------------- |
| 1    | Warmia Grajewo (s)       | 26 | 24 | 1 | 1  | 114-23 | 73     | IV liga (podlaska)        |
| 2    | Orzeł Kolno              | 26 | 19 | 3 | 4  | 72-21  | 60     | IV liga (podlaska)        |
| 3    | Unia Ciechanowiec        | 26 | 16 | 1 | 9  | 52-34  | 49     | IV liga (podlaska)        |
| 4    | Sparta II Szepietowo (b) | 26 | 15 | 2 | 9  | 51-40  | 47     | klub wycofany             |
| 5    | KS Stawiski              | 26 | 15 | 1 | 10 | 48-39  | 46     | Klasa Okręgowa (podlaska) |
| 6    | Wissa Szczuczyn          | 26 | 13 | 3 | 10 | 72-39  | 42     | Klasa Okręgowa (podlaska) |
| 7    | Znicz Radziłów           | 26 | 12 | 5 | 9  | 49-41  | 41     | Klasa Okręgowa (podlaska) |
| 8    | Orlęta Czyżew            | 26 | 11 | 3 | 12 | 61-58  | 36     | Klasa Okręgowa (podlaska) |
| 9    | GKS Rutki                | 26 | 10 | 3 | 13 | 55-62  | 33     | Klasa Okręgowa (podlaska) |
| 10   | Iskra Poryte Jabłoń      | 26 | 8  | 4 | 14 | 38-65  | 28     | Klasa Okręgowa (podlaska) |
| 11   | Sokół Paproć Duża (b)    | 26 | 8  | 1 | 17 | 40-76  | 25     | klub wycofany             |
| 12   | Biebrza Goniądz          | 26 | 7  | 3 | 16 | 37-75  | 24     | Klasa Okręgowa (podlaska) |
| 13   | Skra Wizna               | 26 | 3  | 4 | 19 | 33-86  | 13     | Klasa Okręgowa (podlaska) |
| 14   | Ziemowit Nowogród        | 26 | 3  | 2 | 21 | 15-78  | 11     | Klasa Okręgowa (podlaska) |
| 15   | Fortuna Andrzejewow      | 0  | 0  | 0 | 0  | 0-0    | 0      | klub wycofany             |

- Zmiana nazwy Iskra Poryte Jabłoń/Zaręby Kościelne na Iskra Poryte Jabłoń.
- Fortuna Andrzejewo wycofała się z rozgrywek, wyniki zostały anulowane.

Grupa suwalska
| Poz. | Drużyna                 | M  | Z  | R  | P  | Bramki | Punkty | Opis                                          |
| ---- | ----------------------- | -- | -- | -- | -- | ------ | ------ | --------------------------------------------- |
| 1    | Mazur Ełk               | 28 | 21 | 3  | 4  | 85-27  | 66     | IV liga (podlaska)                            |
| 2    | Płomień Ełk             | 28 | 18 | 7  | 3  | 76-22  | 61     | IV liga (podlaska)                            |
| 3    | Rominta Gołdap          | 28 | 16 | 7  | 5  | 82-28  | 55     | baraż o IV ligę / Klasa Okręgowa (warm.-maz.) |
| 4    | Znicz/Orkan Biała Piska | 28 | 14 | 5  | 8  | 57-46  | 47     | Klasa Okręgowa (warm.-maz.)                   |
| 5    | Mazur Pisz              | 28 | 13 | 7  | 8  | 54-37  | 46     | Klasa Okręgowa (warm.-maz.)                   |
| 6    | Pomorzanka Sejny        | 28 | 14 | 4  | 10 | 54-51  | 46     | IV liga (podlaska)                            |
| 7    | Czarni Olecko           | 28 | 13 | 4  | 11 | 57-42  | 43     | Klasa Okręgowa (warm.-maz.)                   |
| 8    | Druglin Rożyńsk         | 28 | 13 | 4  | 11 | 30-36  | 43     | Klasa Okręgowa (warm.-maz.)                   |
| 9    | Polonia Raczki          | 28 | 10 | 6  | 12 | 40-61  | 36     | Klasa Okręgowa (podlaska)                     |
| 10   | MKS Orzysz (b)          | 28 | 11 | 2  | 15 | 56-74  | 35     | Klasa Okręgowa (warm.-maz.)                   |
| 11   | Rospuda Filipów (b)     | 28 | 9  | 3  | 16 | 58-79  | 30     | Klasa Okręgowa (podlaska)                     |
| 12   | Vęgoria Węgorzewo       | 28 | 6  | 10 | 12 | 38-68  | 28     | Klasa Okręgowa (warm.-maz.)                   |
| 13   | Nida Ruciane-Nida       | 28 | 6  | 6  | 16 | 33-75  | 24     | Klasa Okręgowa (warm.-maz.)                   |
| 14   | Pogoń Ryn               | 28 | 6  | 3  | 19 | 45-72  | 21     | Klasa Okręgowa (warm.-maz.)                   |
| 15   | Mazur Wydminy (b)       | 28 | 3  | 3  | 22 | 42-89  | 12     | Klasa Okręgowa (warm.-maz.)                   |
| 16   | Kormoran Bystry         | 28 | 6  | 3  | 19 | 45-72  | 21     | Klasa Okręgowa (warm.-maz.)                   |

- Fuzja Orkan Drygały ze Zniczem Biała Piska, wystąpi zespół o nazwie Znicz/Orkan Biała Piska.
- Kormoran Bystry wycofał się z rozgrywek, wszystkie wyniki anulowano.

Baraże o IV ligę
- Rominta Gołdap : Mamry Giżycko 0:0, Mamry : Rominta 2:0.
- (neutralny teren) Rominta Gołdap : Olimpia Olsztynek 0:5.

## Klasa A - VI poziom rozgrywkowy
Grupa białostocka
| Poz. | Drużyna                        | M  | Z | R | P | Bramki | Punkty |
| ---- | ------------------------------ | -- | - | - | - | ------ | ------ |
| 1    | Iskra Narew (s)                | 22 | - | - | - | 60-16  | 54     |
| 2    | Andrzejewski Klepacze          | 22 | - | - | - | 77-31  | 47     |
| 3    | Panorama/Cresovia II Mielnik   | 22 | - | - | - | 49-23  | 43     |
| 4    | Bobry Barszczewo (b)           | 22 | - | - | - | 52-29  | 41     |
| 5    | Promień Mońki                  | 22 | - | - | - | 42-36  | 34     |
| 6    | LZS Łyski (b)                  | 22 | - | - | - | 49-40  | 33     |
| 7    | Pogranicze Kuźnica Białostocka | 22 | - | - | - | 46-50  | 31     |
| 8    | Gryf Gródek (b)                | 22 | - | - | - | 33-32  | 29     |
| 9    | LZS Jaświły                    | 22 | - | - | - | 41-53  | 26     |
| 10   | Krypnianka Krypno              | 22 | - | - | - | 35-54  | 16     |
| 11   | LZS Minkowce                   | 22 | - | - | - | 24-76  | 16     |
| 12   | Lampart-Narew II Choroszcz     | 22 | - | - | - | 23-91  | 6      |

- Cresovia II Siemiatycze połączyła się z Panoramą Mielnik, wystąpi pod nazwą Panorama/Cresovia II Mielnik.
- Zmiana nazwy LZS na Bobry Barszczewo.
- Po sezonie z rozgrywek wycofały się rezerwy Lamparta-Narwi II Choroszcz.

Grupa suwalska
| Poz. | Drużyna                     | M  | Z | R | P | Bramki | Punkty |              |
| ---- | --------------------------- | -- | - | - | - | ------ | ------ | ------------ |
| 1    | Olimpia Miłki               | 11 | - | - | - | 36-10  | 28     | > warm.-maz. |
| 2    | Pogoń Banie Mazurskie       | 11 | - | - | - | 41-19  | 23     | > warm.-maz. |
| 3    | Kłobuk Mikołajki            | 11 | - | - | - | 17-16  | 18     | > warm.-maz. |
| 4    | Car-Biz Nowa Wieś Ełcka (s) | 11 | - | - | - | 25-14  | 16     | > warm.-maz. |
| 5    | Unia Woźnice                | 11 | - | - | - | 19-31  | 9      | > warm.-maz. |
| 6    | Orzeł Stare Juchy           | 6  | - | - | - | 16-11  | 7      | wycofany     |
| 7    | Huragan Olszewo             | 11 | - | - | - | 7-60   | 0      | > warm.-maz. |

- Zmiana nazwy Polonez na Car-Biz Nowa Wieś Ełcka.
- Orzeł Stare Juchy wycofał się po I rundzie, wyniki zachowano, a w drugiej rundzie nie przyznawano walkowerów.

## Klasa B - VII poziom rozgrywkowy
Grupa białostocka
| Poz. | Drużyna                     | M  | Z | R | P | Bramki | Punkty |
| ---- | --------------------------- | -- | - | - | - | ------ | ------ |
| 1    | Pionier Brańsk              | 18 | - | - | - | 52-27  | 36     |
| 2    | Dąb Dąbrowa Białostocka (b) | 18 | - | - | - | 37-22  | 33     |
| 3    | Orzeł Kleszczele (b)        | 18 | - | - | - | 36-25  | 30     |
| 4    | Znicz Suraż                 | 18 | - | - | - | 29-25  | 28     |
| 5    | LZS Turośń Kościelna        | 18 | - | - | - | 40-34  | 28     |
| 6    | SPiUR Orla                  | 18 | - | - | - | 39-37  | 26     |
| 7    | Relax Uhowo                 | 18 | - | - | - | 25-26  | 23     |
| 8    | Orzeł Łapy-Szołajdy (b)     | 18 | - | - | - | 31-40  | 18     |
| 9    | Podlasiak Knyszyn (b)       | 18 | - | - | - | 26-45  | 18     |
| 10   | Husar Nurzec                | 18 | - | - | - | 15-49  | 7      |

- Zweryfikowano mecz jako walkower na rzecz Pioniera - Pionier Brańsk : Relax Uhowo 3:0.

## Puchar Polski – rozgrywki okręgowe
- BOZPN – Jagiellonia Białystok : Hetman Białystok 3:1
- ŁOZPN – Sparta Szepietowo : Ruch Wysokie Mazowieckie 2:0
- SOZPN – Wigry Suwałki : Płomień Ełk 4:0